# توموهیسا یاماشیتا
توموهیسا یاماشیتا (انگلیسی: Tomohisa Yamashita؛ زادهٔ ۹ آوریل ۱۹۸۵) یک موسیقی‌دان، هنرپیشه و مجری تلویزیون اهل ژاپن است. وی از سال ۱۹۹۶ میلادی تاکنون مشغول فعالیت بوده است.